# Palthis aracinthusalis
Palthis aracinthusalis là một loài bướm đêm trong họ Noctuidae.